# Glossari de termes castellers

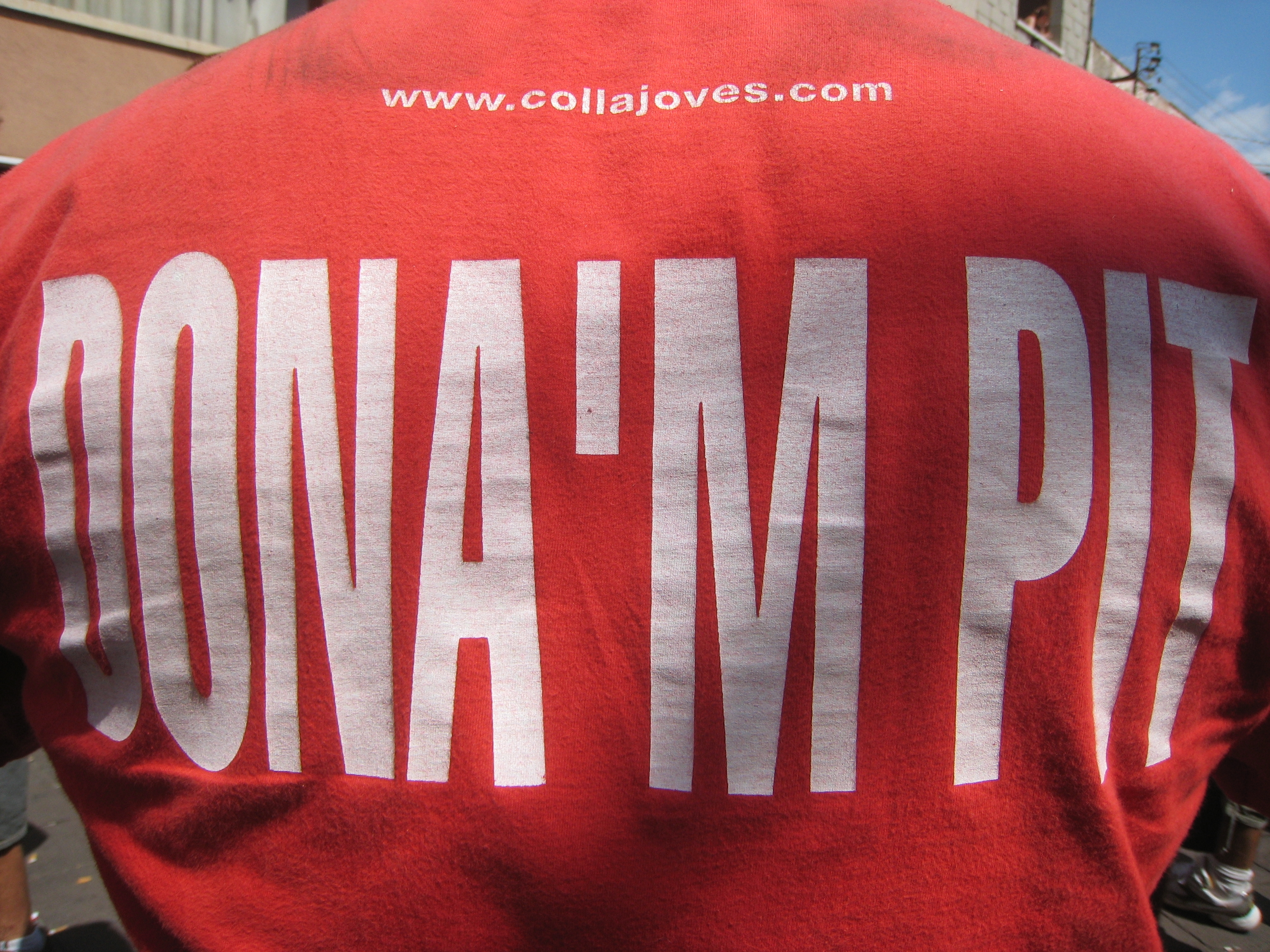
Dona'm pit! és una de les expressions castelleres més utilitzades. Es diu quan un casteller de la pinya demana que el casteller situat darrere seu empenyi amb el pit la seva esquena per tal de compactar encara més la pinya.

Aquest glossari és una llista de termes usats en l'argot casteller.
El vocabulari casteller està format, d'una banda, del lèxic general de la llengua i, de l'altra, d'una sèrie de mots i expressions propis de l'activitat castellera. D'aquests últims termes es distingeix entre els que són de base o patrimonials i el vocabulari casteller que s'ha anat modificant al llarg del temps. Els primers mots gairebé des dels orígens dels castells s'han mantingut pràcticament intactes, com per exemple les denominacions dels diferents tipus de construccions castelleres (pilar, torre, tres de set, quatre de vuit, etc.) o les diferents posicions en un castell (enxaneta, aixecador, dosos, quints, quarts, terços, etc.).
A part d'aquest substrat lèxic casteller, que pràcticament s'ha mantingut intacte al pas dels anys, el vocabulari casteller s'ha anat modificant al llarg de la seva història. D'una banda, hi ha alguns mots que han caigut en desús, però, no obstant això i contràriament a aquestes petites pèrdues lèxiques, des de la dècada del 1990 hi ha hagut un enriquiment considerable del lèxic casteller. Aquest increment lèxic es deu a diversos factors. En primer lloc, l'evolució tècnica dels castells experimentada durant l'època de platí ha comportat l'aparició de nous conceptes, fet pel qual s'han hagut d'inventar termes nous per referir-s'hi (portacrosses, portavents, etc.). D'altra banda, la mediatització del fet casteller per part dels mitjans de comunicació durant la dècada dels noranta ha significat un fort desenvolupament del llenguatge periodístic casteller, incorporant nous termes i expressions, els quals sovint s'inspiren en el llenguatge periodístic de l'esport (tripleta màgica, clàssica de vuit, supercatedral, etc.).

## Reculls lèxics
El primer recull exhaustiu sobre lèxic casteller fou el vocabulari recopilat per l'estudiós vallenc Pere Català i Roca en el segon volum de l'obra Món Casteller, editada l'any 1981, on s'incloïen 894 entrades. Al llarg dels anys vuitanta també es van publicar alguns vocabularis castellers, però no és fins al març del 1995 que es va publicar la primera edició del llibre Castells i castellers. Guia completa del món casteller, obra de Xavier Brotons, el qual presentava un recull més extens que els anteriors vocabularis a més d'incorporar expressions modernes. El setembre del 2001 es va publicar el Diccionari casteller, el qual suposà la primera normativització lingüística del lèxic casteller. El diccionari, també obra de Brotons, fou assessorat pel Centre de Terminologia TERMCAT i editat per l'Institut d'Edicions de la Diputació de Barcelona. S'hi recullen més de sis-centes entrades acompanyades de vint-i-sis il·lustracions.
El 23 d'abril del 2007, amb motiu de l'inici oficiós de la temporada de castells, el TERMCAT va estrenar en el seu web un diccionari en línia anomenat Diccionari casteller que recull els termes bàsics relacionats amb el món casteller. Aquest compendi, assessorat per especialistes del món casteller de la Colla Jove Xiquets de Tarragona, glossa un centenar de formes d'ús habitual d'aquesta activitat i recull la denominació i la definició de cada un d'aquests termes. La publicació d'aquest diccionari va fer-se durant l'inici d'una campanya de promoció, començada el 14 d'abril del 2007 a Valls durant la primera Nit de Castells, amb l'objectiu que la UNESCO declarés els castells Patrimoni Cultural Immaterial de la Humanitat. La campanya fou organitzada per la revista Castells i comptà amb la participació de la Coordinadora de Colles Castelleres de Catalunya.
El 20 d'octubre del 2012, en el marc del II Simposi Casteller amb motiu de la Fira de Santa Úrsula a Valls, es va presentar una nova guia de lèxic casteller anomenada Lèxic casteller. La guia, editada pel Consorci per a la Normalització Lingüística (CPNL) i el Centre de Normalització Lingüística (CNL) de Tarragona, fou elaborada per Joan Pol, tècnic d'imatge i edicions del CPNL, i Xavier Brotons, coordinador de dinamització del CNL de Tarragona, periodista casteller i autor del Diccionari casteller, a més de comptar amb la col·laboració de Ramon Vidal, tècnic del CNL de Tarragona. Consta de diversos apartats, i per primera vegada en un recull lèxic casteller s'inclouen les estructures noves de set, tres amb l'agulla i cinc amb l'agulla.
L'abril del 2013 diversos membres de l'Associació Catalana El Pont Blau d'Hamburg van editar un nou vocabulari casteller en alemany, en una iniciativa sorgida arran d'uns tallers de castells organitzats per la mateixa entitat.
| Índex A B C D E F G H I J K L M N O P Q R S T U V W X Y Z |

## A
Abocar-se de pitAnar-se'n endavant de mig cos en amunt, un casteller, amb la qual cosa perd la posició recta.
Acotxador, acotxadoraVegeu aixecador.
ActuacióVegeu diada castellera.
Agulla1. Casteller que es col·loca al mig de la pinya, dins del tronc i de cara a un dels baixos, i que agafa un segon a l'alçada dels genolls.
2. Pilar. (3)
Aleta1. Vegeu Fer l'aleta.
2. Al Vendrell, enxaneta.
Al·lot, al·lotaMembre de la colla dels Al·lots de Llevant.
AixecadorCasteller que es col·loca al segon pis del pom de dalt i penúltim del castell.
Anar a galeresA la colla dels Castellers de Vilafranca, ocupar una posició en el peu d'un castell amb folre, o amb folre i manilles.
Angelet, angeletaMembre de la colla dels Angelets del Vallespir.
AnxanetaVegeu enxaneta.
AssaigActivitat periòdica en què les colles preparen tècnicament els castells i les actuacions.
ApuntalarReforçar alguna posició del castell.
Arreplegat, arreplegadaMembre de la colla dels Arreplegats de la Zona Universitària.
Assajar1. Preparar els castells.
2. Preparar-se, els castellers.
Atleta del Camp de TarragonaAntigament, casteller. Terme documentat diverses vegades en el Diario de Villanueva a partir de la segona meitat del segle xix.
AvellanaRelatiu o pertanyent a la colla dels Xiquets de Reus.

## B
Baix1. Casteller que ocupa el primer pis del tronc d'un castell i que trepitja directament el terra.
2. Dit del pilar d'un castell que té una alçada inferior a la resta de pilars.
BandarraMembre de la colla dels Castellers del Poble Sec.
BastirFer un castell.
BatzegadaMoviment brusc que desestabilitza un castell.
Bergant, bergantaMembre de la colla castellera universitària dels Bergants del Campus de Terrassa.
Bordegàs, bordegassaMembre de la colla dels Bordegassos de Vilanova.
Bordeus
1. Membre de la colla Xiquets de Cambrils.
2. Membre de la colla Castellers d'Esparreguera.
3. Membre de la colla Castellers de Lleida

Borinot, borinotaMembre de la colla dels Castellers de Sants.
BousMembre de la Colla Castellera La Bisbal del Penedès
Bressol dels castellsQualificatiu aplicat a Valls pel fet que s'hi documenten les primeres colles castelleres.
BrivallMembre de la colla dels Brivalls de Cornudella.

## C
CaigudaAcció de caure.
CamisaPeça de vestir de màniga llarga i del color característic que distingeix cada colla. Normalment incorpora amb l'escut de la formació cosit al pit sobre la butxaca. La camisa du un coll que els castellers de tronc solen mossegar per tal de no quedar arrugat sota el peu del casteller del damunt. A l'estiu, és habitual veure les camises arremangades, i a principi i final de temporada, si la camisa no és suficient per resguardar del fred, hom usa samarreta per sota. Fa unes dècades els Nens del Vendrell van dur la paraula "Vendrell" escrita a l'esquena. Aquest costum s'abandonà fins que fou recuperat per la Colla Jove de Barcelona.
CanallaEls nens i nenes més petits de la colla que formen els poms de dalt dels castells. Per extensió, tota la mainada que participa en la colla.
Capgròs, capgrossaMembre de la colla dels Capgrossos de Mataró.
Capgirat, capgiradaMembre de la colla dels Castellers de Castellar del Vallès.
Carallot, carallotaMembre dels Carallots de Sant Vicenç dels Horts.
Cargolí, cargolinaMembre de la Colla de Castellers d'Esplugues.
CarregarArribar, l'enxaneta, al capdamunt d'un castell i, encavalcat damunt l'aixecador amb els peus sobre les espatlles dels dosos o damunt dels peus de l'aixecador, aixecar el braç i fer l'aleta.
Carregat, carregada1. Dit del castell que només s'ha pogut carregar però que no ha estat possible de descarregar.
2. Dit del castell que en el seu conjunt és pesant.
3. Fase de la construcció del castell abans de fer l'aleta.
Carro grosQuatre de vuit.
CascElement de protecció del cap emprat pels castellers que pugen al pom de dalt.
CassolaAl Penedès, especialment al Vendrell, aixecador.
CassoletaVegeu Cassola.
Castell1. Qualsevol tipus de construcció humana.
2. A Valls, tronc d'un castell.
3. Antigament, tres, o sigui, castell format per tres castellers per pis.
Castell seminetCastell sense l'estructura habitual de la pinya, però que en algun moment és agafat per les mans.
Castell simpleCastell format per una estructura simple com el pilar, el dos, el tres i el quatre.
Castell totalSobrenom aplicat modernament al quatre de nou sense folre.
CastellàsCastell de gran dificultat.
Casteller, castellera1. Persona que fa castells.
2. Relatiu o pertanyent als castells.
Casteller de troncCasteller que s'ha especialitzat a anar al tronc.
Casteller que pujaVegeu casteller de tronc.
CastellísticaTot allò relacionat amb l'art de fer castells.
CatedralVegeu catedral dels castells.
Catedral dels castellsCinc de vuit.
CaureCedir a la força de la gravetat.
Ceballut, ceballudaVegeu saballut.
Cerdanyolenc, cerdanyolencaMembre de la colla dels Castellers de Cerdanyola.
CincCastell estructura combinada format per un tres al pilar del mig del qual s'adossa una torre.
Cinc amb agullaVegeu cinc amb l'agulla.
Cinc amb el pilarVegeu cinc amb el pilar al mig.
Cinc amb el pilar al migA Valls, cinc amb l'agulla.
Cinc amb l'agullaCastell d'estructura combinada format per un cinc i un pilar al mig del tres.
Cinc amb l'agulla al migVegeu cinc amb l'agulla.
Clàssica de setCombinació d'un tres de set, un quatre de set i un dos de sis carregats i/o descarregats per la mateixa colla en una mateixa actuació.
Clàssica de vuitCombinació d'un tres de vuit, un quatre de vuit i un dos de set carregats i/o descarregats per la mateixa colla en una mateixa actuació.
Colla castelleraAgrupació o associació de gent amb la finalitat d'alçar castells units amb un sol nom i simbologia.
ContrafortCasteller del nucli de la pinya que se situa darrere del baix, segon (del folre) o terç (de manilles) i, amb el pit, intenta evitar que se'n vagi cap enrere.
Construcció humanaExercici acrobàtic en què un grup de persones pugen unes damunt les altres, dempeus o de genolls, recolzant els peus o bé els genolls sobre l'esquena, les espatlles o les cuixes d'un altre, creant així diferents estructures. N'hi ha de gran diversitat de formacions i de diversos pisos d'alçada.
Cornellanenc, cornellanencaMembre de la colla dels Castellers de Cornellà
CrossaCasteller del nucli de la pinya que encaixa l'espatlla sota una aixella del baix, segon (del folre) o terç (de manilles) per a evitar que s'ensorri.

## D
DarrereVegeu home de darrere.
Dau1. Vent.
2. Casteller de pinya que es posa entre les dues crosses i davant del vent, tot agafant faixa per compactar encara més el peu. Actualment és una posició clarament en recessió.
Descargolat, descargoladaMembre de la Colla castellera universitària dels Descargolats de l'EEBE.
DescarregarExecutar completament un castell sense caure després d'haver-lo carregat prèviament.
Descarregat1. Dit del castell que ha estat completat.
2. Dit del castell en què els components d'un o diversos pisos pesen més aviat poc.
Desfer1. Desmuntar.
2. Descarregar.
Dia de la collaVegeu diada de la colla.
DiadaVegeu diada castellera.
Diada castelleraActuació, especialment quan hi participa més d'una colla, que normalment és una jornada fixa i tradicional dins del calendari casteller.
Diada de la colla1. Conjunt d'activitats que una colla organitza com a cloenda de la temporada, com a celebració del seu aniversari o d'una altra diada destacada. Normalment se sol celebrar amb una actuació.
Doble pinyaFolre. Usat sobretot a finals dels anys setanta i principis dels setanta del segle xx.
Dona'm pit!Expressió amb què un casteller de la pinya reclama que el casteller situat darrere seu empenyi amb el pit la seva esquena per tal de compactar encara més el nucli de la pinya. (vegeu també donar pit)
Donar pitPressionar endavant amb el pit un casteller de la pinya, del folre o de les manilles per impedir que el casteller que té davant es faci enrere a causa del pes del castell. (vegeu també pit!)
Dos1. Castell d'estructura simple format per dos pilars.
2. Conjunt dels dos pilars d'un castell d'estructura combinada de cinc.
3. Qualsevol dels dos castellers que ocupen el primer pis del pom de dalt i antepenúltim pis del castell.
Dos de nou1. Dos de nou amb folre.
2. Dos de nou amb folre i manilles.
Dos de nou amb folre
Dos dret1. En un castell d'estructura simple de tres, dos que va a la rengla i que té els peus sobre les espatlles del casteller del pis inferior.
2. En un castell d'estructura combinada de cinc, dos que va a al pilar del mig i que té els peus sobre les espatlles del casteller del pis inferior.
Dos obertEn un castell d'estructura de tres o de cinc, dos que té els peus repartits damunt les espatlles de dos castellers diferents del pis inferior.
DososVegeu Dos. (3)
Dos pilarsVegeu dos. (2)
Dos tancatVegeu dos dret.
DretaEn un castell d'estructura de tres o de cinc, pilar que queda a la dreta de la rengla i pel qual pugen el dos obert i l'enxaneta.

## E
Emboirat, emboiradaMembre de la colla universitària Emboirats de la Universitat de Vic.
EncantatMembre de la colla castellera Els Encantats de Begues
Enfaixar-sePosar-se la faixa.
Engrescat, engrescadaMembre de la colla dels Engrescats de la URL.
EntrenamentVegeu assaig.
EnxanetaCasteller situat a l'últim pis del castell i que corona un o més poms de dalt.
Equip de mansVegeu mans.
Equip del baixCastellers de pinya que subjecten i apuntalen el baix per tal que no perdi la seva posició ni s'enfonsi a causa del pes que ha de suportar sobre les espatlles. Està format per les crosses i els contraforts. Cada baix té el seu propi equip.
Escaldat, escaldadaDit del membre de la colla dels Castellers de Caldes de Montbui
Esparreguerí, esparreguerinaMembre de la colla dels Castellers d'Esparreguera.
Esperxat, esperxadaMembre de la colla dels Esperxats de l'Estany.
Esquerdat, esquerdadaMembre de la Colla Castellera de l'Esquerra de l'Eixample.
Estructura1. Nombre i disposició dels castellers que formen el tronc del castell. Hom distingeix entre els castells d'estructura simple i els d'estructura combinada.
2. Tronc del castell.
3. Castell.
Estructura simpleCastell format per una, dues, tres o quatre persones en la seva estructura. Aquests són: el pilar, el dos, el tres i el quatre.
Estructura combinadaConstrucció integrada per la suma de dos o més castells d'estructura simple. Aquests són: el tres amb l'agulla, el quatre amb l'agulla, el cinc, el cinc amb l'agulla, el sis, el set, el nou i el dotze.
ExhibicióVegeu actuació.

## F
Faixa
Febre pilaneraRevifalla en l'execució dels pilars de sis, de set amb folre i de vuit amb folre i manilles experimentada a partir de 1994.
FerGenèricament, carregar o descarregar castells.
Fer castellsActivitat d'aixecar construccions humanes.
Fer l'aletaAlçar, l'enxaneta, el braç amb la mà estesa quan s'ha col·locat damunt l'aixecador amb els peus sobre les espatlles dels dosos o els peus de l'aixecador, o damunt les espatlles del dos en el cas dels pilars, com a senyal que el castell ha estat carregat. (vegeu també aleta)
Fer la motxillaEn un pilar, trobar-se l'enxaneta a l'esquena de l'aixecador. Es tracta d'un dels moments més delicats de la construcció.
Fer llenyaCaure un castell.
Fi, finaQue s'enfila al castell amb molta suavitat, sense provocar gaires oscil·lacions ni moviments bruscos al tronc.
FigueretaResultat de fer la figuereta un casteller.
Finet, finetaVegeu fi, fina.
FolrarPosar folre a un castell.
Folrat, folradaAmb folre.
Folre

## G
GambirotMembre de la colla castellera universitària dels Gambirots de la Universitat de les Illes Balears.
GanàpiaMembre de la colla castellera universitària dels Ganàpies de la UAB.
Gamma extraGamma més difícil de totes les construccions intentades a partir del tres de nou amb folre.
GansoA la colla dels Minyons de Terrassa, portacrossa.
GanxetMembre de la colla dels Ganxets de Reus.
GausacMembre de la colla dels Castellers de Sant Cugat.
Gracienc, graciencaMembre de la colla dels Castellers de la Vila de Gràcia.
Grillat, grilladaMembre de la colla dels Grillats del CBL.
GrocMembre de la colla dels Castellers de Castelldefels.

## H
Haver-hi llenyaEn una actuació, haver-hi força caigudes.
Home del darrereVegeu contrafort.

## I
Intent1. Temptativa d'un castell que fa una colla.
2. Castell que ha caigut després que comencés el toc de les gralles i abans de ser carregat.
Intent desmuntatIntent vàlid que es desfà abans de ser carregat.
Intent vàlidIntent que tira amunt un cop ha començat a sonar la música de gralles.
IntentarFer un intent.

## J
JustDit de la pinya o del folre que no té el nombre d'efectius desitjable.

## L
Lateral
Lateral per dins
Lateral per fora
LilesMembres dels Castellers de Cornellà.
LlenyaVegeu fer llenya i haver-hi llenya.
Llevant de taulaAntigament, recapta de diners i d'altres obsequis per les cases després de l'actuació, generalment duta a terme per la canalla de la colla.
Llevat de taulaVegeu llevant de taula.
Llunàtic, llunàticaMembre de la colla castellera universitària dels Llunàtics de la UPC.
Lopradino, lopradinaMembre de la colla dels Castellers de Lo Prado.

## M
MaduixotMembre dels Castellers de l'Alt Maresme.
MagentaMembre dels Castellers de Sant Feliu.
Mà-i-màEn algunes colles del Vallès, vent.
MainadaCanalla. Dit especialment a les colles gironines.
MangonerMembre de la colla universitària Mangoners de la Universitat de Perpinyà.
ManyacMembre de la colla castellera Els Manyacs de Parets del Vallès.
MansQualsevol dels castellers de la pinya, del folre o de les manilles que donen suport directament, o indirectament, amb els braços i les mans per apuntalar els castellers d'un pis superior: els segons, els terços en els castells folrats i els quarts en les construccions amb manilles. Hom distingeix entre quatre posicions de mans: els primeres mans i els laterals i els vents, que es col·loquen fora del tronc, i les agulles, que van per dins.
Mans lateralsVegeu lateral.
Margener, margeneraMembre de la colla dels Margeners de Guissona.
Marraco, marracaMembre de la colla dels Marracos de la Universitat de Lleida.
MarrecMembre de la colla dels Marrecs de Salt.
MatalasserMembre de la colla dels Xiquets de Tarragona.
MatosserMembre de la colla dels Matossers de Molins de Rei.
MicacoMembre de la colla dels Castellers de Badalona.
Minyó, minyona1. Membre de la colla dels Minyons de l'Arboç.
2. Membre de la colla dels Minyons de Terrassa.
Moixiganga1. A Igualada, castells.
Moixiganguer, moixi1. Membre de la colla dels Moixiganguers d'Igualada.
2. Practicant del ball de la moixiganga.
Món castellerTot allò que està relacionat amb l'activitat de fer castells, amb les colles i amb el que s'hi genera al voltant.
MoradetMembre de la colla castellera Els Manyacs de Parets del Vallès.
MosquitaireMembre de la colla dels Castellers d'Altafulla

## N
Nen, nenaMembre de la colla dels Nens del Vendrell.
Net, neta1. Dit dels castells que s'aconsegueixen bastir sense el suport de la pinya.
2. Dit dels castells que es basteixen sense folre, prescindint d'aquest reforç, i que habitualment es construeixen amb folre.
3. Dit d'una caiguda bona.
Noi, noiaMembre de la colla dels Nois de la Torre.
NouCastell d'estructura combinada format per un tres situat al centre de la construcció d'on s'adossen tres torres a cada un dels pilars del tres. Hi pugen sis dosos, tres aixecadors i un o tres enxanetes. Aquests són: el nou de set i el nou de vuit.
Nucli de la pinyaVegeu peu. (2)
NyerroMembre de la colla dels Nyerros de la Plana.

## P
PasserellMembre de la colla dels Passerells del Tecnocampus.
PataquerMembre de la colla dels Pataquers de la URV.
PenjatMembre de la colla dels Penjats del Campus de Manresa
Per baixA Valls, aixecat per sota.
Per sotaVegeu Aixecat per sota.
Peu1. Pinya.
2. Part interna o nucli central de la pinya format pels castellers de tronc –els baixos, els segons en els castells amb folre i els terços en els castells amb manilles– i els castellers de pinya que els reforcen directament –les agulles, les crosses i els contraforts–, i que no treballa amb les mans enlaire com ho fa la resta de la pinya.
Pilaner, pilaneraCasteller que s'ha especialitzat a fer pilars
Pilar1. Castell format per un sol casteller en la seva estructura.
2. Qualsevol de les columnes que formen un castell.
3. Pilar que queda al centre en els castells d'estructura combinada com el tres, el quatre o cinc amb l'agulla.
Pilar al balcóPilar de comiat d'una actuació que es fa caminar fins al balcó de l'ajuntament, des del qual agafen, com a mínim, l'enxaneta.
Pilar amb una màPilar en què un o més components només agafa amb una mà el casteller del pis superior.
Pilar buitVegeu rengla esquerra.
Pilar caminantPilar que es desplaça d'una banda a una altra perquè el baix i tota la pinya camina. També es fan pilars caminants pujant o baixant escales.
Pilar caminatVegeu pilar caminant.
Pilar de comiatPilar que es basteix al final d'una actuació, després de les tres rondes de castells.
Pilar del migEn els castells d'estructura combinada, pilar que queda al centre del castell que forma part d'un tres o un quatre i al qual s'adossa una torre o un tres.
Pinya
Pit!Vegeu dona'm pit!
Plaça1. Lloc on es fa l'actuació castellera. Normalment es fa a la plaça major, davant l'ajuntament del municipi, tot i que també pot fer-se en una altra plaça o espai diferent.
2. Per extensió, localitat on habitualment es fan castells.
Plaça de nouLocalitat on s'han fet castells de nou pisos.
PlenaVegeu dreta.
Poblesequí, poblesequinaMembre de la colla dels Castellers del Poble Sec.
PomVegeu pom de dalt.
Pom de daltPart del castell que comprèn els tres últims pisos formada pels dosos, l'aixecador i l'enxaneta. El pom de dalt sol està compost per canalla, en excepció de les colles universitàries, que només hi participen adults.
Pota blavaMembre de la colla dels Castellers del Prat de Llobregat.
Pratenc, pratencaMembre de la colla dels Castellers del Prat de Llobregat.
PrimerVegeu baix.
Primera aletaEn un castell d'estructura de cinc, primera vegada que l'enxaneta fa l'aleta, situat damunt l'aixecador del tres.
PrimeresVegeu primeres mans.
Primeres mansCasteller de l'equip de mans que es col·loca darrere el contrafort i que subjecta el segon per darrere tot apuntalant-lo per les natges. També porten primeres mans els terços dels castells amb folre i els quarts dels castells amb manilles.
Prohom CastellerDistinció honorífica aplicada modernament a algunes personalitats castelleres.
Prova1. Assaig d'un castell o d'una part determinada d'un castell.
2. Castell que s'intenta amb la intenció d'assajar diferents aspectes d'un castell normalment d'alçada superior.
PujarEnfilar-se dalt del castell.

## Q
QuadraturaSimetria correcta entre els diferents pilars d'un castell.
Quart, quartaCasteller que ocupa el quart pis d'un castell. Aquesta posició apareix a partir dels castells de set pisos.
QuatreCastell d'estructura simple format per quatre pilars.
Quatre amb agullaVegeu quatre amb l'agulla.
Quatre amb el pilarVegeu quatre amb el pilar al mig.
Quatre amb el pilar al migA Valls, quatre amb l'agulla.
Quatre amb l'agullaCastell d'estructura combinada format per un quatre i un pilar al mig.
Quatre amb l'agulla al migVegeu quatre amb l'agulla.
Quatre de nou amb folre amb el pilar al migVegeu quatre de nou amb folre i l'agulla.
Quatre de nou amb folre i l'agulla
Quatre de nou netVegeu quatre de nou sense folre.
Quatre de nou sense folre
Quint, quintaCasteller de tronc que ocupa el cinquè pis d'un castell. Aquesta posició apareix a partir dels castells de vuit pisos.

## R
RebrincadaBatzegada. El mot sembla una deformació popular de la paraula revinclada.
RegistreConjunt de castells obtinguts per una colla en una mateixa actuació.
Renaixença castelleraPeríode de la història dels castells que s'inicia als voltants de 1926 i finalitza el 1981, data en què comença la segona època d'or castellera.
Rengla1. Pilar. (2)
2. Qualsevol de les fileres de castellers, col·locats esquena amb pit, que surten en línia recta darrere dels baixos o primeres mans, dels laterals i dels vents.
3. En castell d'estructura de tres, pilar que porta el dos dret.
4. En un castell d'estructura de cinc, pilar que queda al mig de la construcció.
RengleVegeu rengla.
RondaCada un dels actes en què es divideix una actuació. Generalment, una exhibició consta de tres rondes per a cada colla, amb possibilitat de ronda de repetició, i acaba amb una ronda de pilars.
Ronda de pilarsÚltima ronda d'una actuació en què les colles aixequen pilars de comiat.
Ronda de repeticióRonda en què una colla té una segona oportunitat de tornar a intentar un castell –el mateix o un altre– que ha sigut desmuntat.
Rosat, rosadaMembre de la Colla Vella dels Xiquets de Valls.

## S
Saballut, saballudaMembre de la colla dels Castellers de Sabadell.
SagalMembres de la colla dels Sagals d'Osona.
SalatMembre de la colla dels Salats de Súria.
Segon, segonaCasteller que ocupa el segon pis d'un castell.
Segona aletaEn un castell d'estructura de cinc, segona vegada que l'enxaneta fa l'aleta, situat damunt l'aixecador del dos.
SegonesVegeu segones mans.
Segones mansCasteller que es col·loca darrere el primeres mans i li dona suport. També porten segones mans els terços dels castells amb folre i els quarts dels castells amb manilles. Formen part del segon cordó.
SetèCasteller de tronc que ocupa el setè pis d'un castell. Aquest posició apareix a partir dels castells de deu pisos.
Sis1. Castell d'estructura combinada format per sis pilars, amb una disposició composta d'una torre central i dues altres torres adossades als pilars de la torre central. Es tracta d'una autèntica raresa.
2. Sisè.
SisèCasteller de tronc que ocupa el sisè pis d'un castell. Aquest posició apareix a partir dels castells de nou pisos.
Soca1. Pinya.
2. Pinya que porta un folre al damunt.
3. Peu.
SupercatedralCinc de nou amb folre.

## T
Talaier, talaieraMembre de la colla de Ses Talaies de Formentera.
TandaVegeu ronda.
Terç, terçaCasteller de tronc que ocupa el tercer pis d'un castell.
TercerVegeu terç.
Terços, amunt!Crit amb el qual el cap de colla valida l'intent del carregament d'un castell en els castells de set pisos. Aquesta expressió ve del fet que en els castells de set pisos les gralles comencen a tocar quan els terços comencen a pujar i, per tant, l'intent es considera vàlid.
Timbal
TimbalerPersona que toca el timbal.
TirallongaMembre de la colla dels Tirallongues de Manresa.
Toc de castells
Tocar el celVegeu fer l'aleta.
Torraire1. A la Conca de Barberà, casteller.
2. Membre de la colla dels Torraires de Montblanc.
Torre1. Dos. (1)
2. Dos. (2)
3. A la Conca de Barberà, castell.
Trempat, trempadaMembre de la colla castellera universitària dels Trempats de la UPF.
Tres1. Castell d'estructura simple format per tres pilars.
2. En els castells d'estructura combinada, conjunt de tres pilars, el pilar del mig del qual s'adossa a una torre, en el cas de castells d'estructura de cinc, o a un quatre, en els castells d'estructura de set. En els castells de nou el tres se situa al centre de la construcció, a on s'adossen tres torres a cada un dels pilars del tres.
Tres amb agullaVegeu tres amb l'agulla.
Tres amb el pilarVegeu tres amb el pilar al mig.
Tres amb el pilar al migA Valls, tres amb l'agulla.
Tres amb l'agullaCastell d'estructura combinada format per un tres i un pilar al mig.
Tres amb l'agulla al migVegeu tres amb l'agulla.
Triplet, tripletaVegeu tripleta màgica.
Tripleta màgicaCombinació d'un tres de nou amb folre, un quatre de nou amb folre i un cinc de vuit carregats i/o descarregats per la mateixa colla en una mateixa actuació. La primera colla d'assolir-la va ser la Colla Joves Xiquets de Valls al concurs de castells de Tarragona de 1992. Aleshores, aquesta actuació representava la millor actuació del segle xx. Fins avui, la tripleta màgica ha estat aconseguida per la Colla Joves Xiquets de Valls, la Colla Vella dels Xiquets de Valls, els Minyons de Terrassa, els Capgrossos de Mataró, la Colla Jove Xiquets de Tarragona, els Xiquets de Tarragona, els Castellers de Vilafranca, els Castellers de Sants, els Castellers de Barcelona, els Castellers de la Vila de Gràcia i els Moixiganguers d'Igualada. L'expressió no es va començar a popularitzar fins a l'any 1994.
Tripleta vilafranquinaCombinació d'un Tres de nou amb folre, quatre de nou amb folre i un quatre de vuit amb l'agulla.
TroncPart del castell que comprèn des dels baixos fins al pis inferior al de dosos, i que perfila l'estructura del castell. Es diferencia de la pinya, el folre o les manilles i del pom de dalt.

## V
Vailet1. Membre de la colla dels Vailets de Gelida.
2. Membre de la colla dels Vailets de Ripollet.
3. Membre de la colla dels Vailets de l'Empordà.
Valencians1. Ball de valencians.
2. Antigament, castellers. Als diaris d'aproximadament fins a la primera meitat del segle xix els castellers són anomenats moltes vegades "valencians". D'altra banda, el folklorista Joan Amades recollia que el terme, referit als castellers, encara era usual abans de la Guerra Civil entre la gent gran del Camp de Tarragona, el Penedès, la Conca de Barberà i l'Urgell.
Vano de cincVano de pilars integrat per un pilar de cinc al mig que és flanquejat per dos pilars de quatre.
Vano de sisVano de pilars integrat per un pilar de sis al mig que és flanquejat per dos pilars de cinc.
Vano de sis completVano de pilars integrat per un pilar de sis al mig que és flanquejat per dos pilars de cinc, que al seu torn són flanquejats per dos pilars de quatre.
VentCasteller de l'equip de mans que se situa entre dos pilars, a l'espai que queda entre crossa i crossa, i amb una mà agafa un pilar i amb l'altra l'altre pilar.
VentalladaMoviment brusc que pot fer caure un castell.
Vilafranquí, vilafranquina1. Membre de la colla dels Castellers de Vilafranca.
2. Membre de la colla dels Xicots de Vilafranca.
3. Membre de la Colla Jove Xiquets de Vilafranca.
VoltarSituar-se al voltant d'un castell net amb els braços enlaire però sense tocar-lo, pendent de la seva evolució per si calgués subjectar-lo. És habitual com a norma de seguretat, sobretot als assajos, que és on es fan més proves amb castells nets.

## X
XerricMembre de la colla dels Xerrics d'Olot.
XicMembre de la colla dels Xics de Granollers.
Xicot1. Membre de la colla dels Xicots de Valls.
2. Membre de la colla dels Xicots de Vilafranca.
Xiquets de Valls1. 
2. Conjunt de les diferents colles actuals o desaparegudes dels Xiquets de Valls.
Xoriguer, xorigueraMembre de la colla Colla Castellera universitària Xoriguers de la UdG.
XurriacadaCaiguda. Hi ha qui diu que s'aplica especialment a la caiguda del dos.
Xiqüelo, xiqüelaMembre de la colla dels Xiqüelos i Xiqüeles del Delta.